# ハロー植田
ハロー植田（ハローうえだ、本名：植田 勝彦（うえだ かつひこ）、1980年11月30日 - ）は、吉本興業に所属する日本のピン芸人。NSC大阪校24期出身、岡山県真庭郡勝山町（現・真庭市）生まれ。

## 来歴
大学入学に伴って関西へ移住。大学で話題になっていた『吉本超合金』のライブチケットが当たり、実際の舞台を観覧して衝撃を受け芸人を志した。NSCを経てbaseよしもとなどで活動し、2011年4月に上京。
プライベートでは今田耕司と仲が良く、旅行にも同行している。
2020年11月1日より、岡山県住みます芸人に就任。

## 芸風
中学時代よりB'zの大ファンで、ファンクラブ『B'z PARTY』の会員でもある。
先輩の白川悟実（テンダラー）から声をかけられ参加した、芸人仲間の集まる飲み会に来ていた高橋茂雄（サバンナ）からB'zの歌詞を活かしたネタをやるようアドバイスを受け、ボーカル・稲葉浩志のものまねを取り入れたコントやものまね番組の出演をメインとしている。どんな質問にもB'zの曲で返すという持ちネタもある。
またブログタイトルがLIVE-GYM風であったり、ブログ記事中では内容に関連したB'zの楽曲フレーズを引用したりと、B'z愛に溢れたものとなっている。

## 出演番組
- ミルンへカモン! なんしょん?（岡山放送、月曜日レギュラー、2021年2月9日-[2]）
- さんまのまんま（フジテレビ）-「オススメ芸人」紹介のコーナーにて出演
- 爆笑レッドカーペット（フジテレビ）- キャッチコピーは「ウルトラお笑いソウル」
- 第16回博士と助手〜細かすぎて伝わらないモノマネ選手権〜（フジテレビ、2010年10月28日）
- ものまねグランプリ（日本テレビ、2009年9月21日）
- しか〜も!!（日本テレビ、2012年3月10日）
- 芸人報道（日本テレビ、番組終了）
- ゼッタイジャルっ!（関西テレビ、2010年6月18日）
- 今田耕司プレゼンツ 鶴瓶vs未知数芸人 俺の相方誰やねん!?スペシャル（関西テレビ、2011年1月2日）
- 福岡すっぴんツアー!（福岡放送、2015年11月21日 - 2018年2月25日）
- さんまのお笑い向上委員会（フジテレビ、2016年2月20日 - ）モニター横芸人(見学者扱い、ノーギャラ)として
- アメトーーク!「B'z芸人」（テレビ朝日、2018年3月22日）[3]
- アベマ大縁日〜人気番組勢ぞろい!神宮花火大会生中継で豪華プレゼント大放出SP〜（2018年8月11日、AbemaTV）[4]
- 金バク!（2021年2月26日、岡山放送）[5]
- ハロー植田の知ってる？全国植樹祭（2022年12月18日、せとうちテレビ）[6]
- アメトーーク!「B'z芸人2023年」（2023年8月3日、テレビ朝日）[7]

### CM
- DeNA・進撃の巨人 -自由への咆哮-

### 映画
- たまの映像詩集　渚のバイセコー（2021年）

## 賞レースなどでの戦績
- R-1ぐらんぷり2010 準決勝進出